# Pierre Joseph Pelletier
Pierre Joseph Pelletier (Parigi, 22 aprile 1788 – Parigi, 19 luglio 1842) è stato un chimico francese.

## La scoperta del chinino
Pierre Joseph Pelletier ha svolto ricerche sugli alcaloidi di origine vegetale e ha scoperto, unitamente a Joseph Caventou, il chinino, la stricnina e isolato numerosi altri alcaloidi (tra cui la tebaina).
Nel 1820, grazie al lavoro dei due chimici, fu estratto dalla corteccia della chinina ed isolato il principio attivo in forma pura, un alcaloide che fu  denominato chinino dai due francesi.
Dal 1840 è stato membro dell'Accademia francese delle scienze.